# 鈍川村
鈍川村（にぶかわむら）は愛媛県越智郡にあった村である。1954年（昭和29年）に鈍川村、鴨部村、竜岡村との4か村の合併により、玉川村となり、自治体としては消滅した。玉川村は1962年（昭和37年）に町制施行し玉川町となり、さらに平成の市町村合併で今治市となり、現在に至っている。

## 地理
現在の今治市の南部。高縄半島の内陸部。蒼社川の上流域。
村名の由来
鈍川温泉など古くからの地域名にちなむ。古くは「丹生川」と呼ばれたが、火災が続くため「壬」と改めたところ今度は水害が多く、「鈍川」と改称したものとされる。
川
木地川（蒼社川の支流）

## 歴史

### 略史
中世以前
鬼ケ原など戦国期の城跡が各地に点在している。
藩政期
今治藩の所領。藩政期初期に竜岡村を分村したと伝えられる。
明治以降
- 明治4年　今治藩知事による鈍川温泉の開発、明治9年頃には廃れる。
- 明治5年　浄土寺に成諒小学校設立。
- 明治20年　成諒小学校が鈍川尋常小学校となる。
- 明治40年　鈍川尋常小学校新築。
- 大正8年　農業補習学校を鈍川尋常小学校に併設。
- 大正10年　村民が共同で浴場を建設、にぎわう。
- 昭和10年　農業補習学校と青年訓練所の統合で青年学校設立。
- 昭和26年　蒼社川の氾濫による水害発生、以後、造山進む。
- 昭和27年　このころ瀬戸内バスなどにより鈍川温泉開発進む。

### 村の沿革
- 1889年（明治22年） 12月15日 - 町村制施行により、鈍川、木地、鬼原の3か村が合併して、越智郡鈍川村発足。役場を大字鈍川におく。
- 1954年（昭和29年） 3月31日 – 鈍川村、九和村、鴨部村、竜岡村の4か村の合併により玉川村となり、自治体としての歴史を閉じる。

```
鈍川村の系譜
（町村制実施以前の村）　（明治期）　　　　　　（昭和の合併）　　　（平成の合併）
　　　　　　　　　　　　町村制施行時
木地　　━━━┓
鈍川　　━━━╋━━━鈍川村━━━━━━━━┓
鬼原　　━━━┛　　　　　　　　　　　　　　┃
長谷　　━━━┓　　　　　　　　　　　　　　┃
大野　　━━━┫　　　　　　　　　　　　　　┃
三反地　━━━┫　　　　　　　　　　　　　　┃
法界寺　━━━┫　　　　　　　　　　　　　　┃
摺木　　━━━╋━━━九和村━━━━━━━━┫
与和木　━━━┫　　　　　　　　　　　　　　┃
鍋地　　━━━┫　　　　　　　　　　　　　　┃
桂　　　━━━┫　　　　　　　　　　　　　　┃昭和29年3月31日　昭和37年4月1日
御厩　　━━━┛　　　　　　　　　　　　　　┃　合併　　　　　　町制施行
畑寺　　━━━┓　　　　　　　　　　　　　　┣━玉川村━━━━━玉川町━━━━┓
高野　　━━━┫　　　　　　　　　　　　　　┃　　　　　　　　　　　　　　　　┃
中村　　━━━┫　　　　　　　　　　　　　　┃　　　　　　　　　　　　　　　　┃
小鴨部　━━━╋━━━鴨部村━━━━━━━━┫　　　　　　　　　　　　　　　　┃
別所　　━━━┫　　　　　　　　　　　　　　┃　　　　　　　　　　　　　　　　┃
八幡　　━━━┛　　　　　　　　　　　　　　┃　　　　　　　　　　　　　　　　┃
葛谷　　━━━┓　　　　　　　　　　　　　　┃　　　　　　　　　　　　　　　　┃
龍岡下　━━━╋━━━竜岡村━━━━━━━━┛　　　　　　　　　　　　　　　　┃
龍岡上　━━━┛　　　　　　　　　　　　　　　　　　　　　　　　　　　　　　　┃平成17年1月16日
　　　　　　　　　　　　　　　　　　　　　　　　　　　　　　　　　　　　　　　┃新設合併、新・今治市発足
　　　　　　　　　　　　　　　　　　　　　　　　　　　　　　　　　　今治市━━╋━━今治市
　　　　　　　　　　　　　　　　　　　　　　　　　　　　　　　　　　朝倉村━━┫
　　　　　　　　　　　　　　　　　　　　　　　　　　　　　　　　　　波方町━━┫
　　　　　　　　　　　　　　　　　　　　　　　　　　　　　　　　　　大西町━━┫
　　　　　　　　　　　　　　　　　　　　　　　　　　　　　　　　　　菊間町━━┫
　　　　　　　　　　　　　　　　　　　　　　　　　　　　　　　　　　吉海村━━┫
　　　　　　　　　　　　　　　　　　　　　　　　　　　　　　　　　　宮窪町━━┫
　　　　　　　　　　　　　　　　　　　　　　　　　　　　　　　　　　伯方町━━┫
　　　　　　　　　　　　　　　　　　　　　　　　　　　　　　　　　　上浦町━━┫
　　　　　　　　　　　　　　　　　　　　　　　　　　　　　　　　　　大三島町━┫
　　　　　　　　　　　　　　　　　　　　　　　　　　　　　　　　　　関前村━━┛

（注記）今治市以下の市町村の合併以前の系譜はそれぞれの市・町・村の記事を参照のこと。

```

## 地域
合併前の旧3村の名をそのまま大字として継承した。合併し玉川村、玉川町になっても継承された。
鈍川（にぶかわ）、木地（きじ）、鬼原（おにばら）
なお、現在、今治市になってからの地名表記は「玉川町」に旧の大字を続ける。大字は省く。
例　今治市玉川町鈍川

## 交通
鉄道は通っていない。

## 名所
- 鈍川温泉
- 奈良原神社　子持ちスギ
- 千疋の桜